# Fusiturricula maesae
Fusiturricula maesae is een slakkensoort uit de familie van de Drilliidae. De wetenschappelijke naam van de soort is voor het eerst geldig gepubliceerd in 1985 door Rios.